# Israel Nogueda Otero
Israel Nogueda Otero (Atoyac de Álvarez, Guerrero, 16 de enero de 1935 - México, D. F., 15 de junio de 2012) fue un político mexicano, miembro del Partido Revolucionario Institucional, que se desempeñó como Gobernador de Guerrero entre 1971 y 1975.
Estudió la licenciatura en Economía en la Universidad Nacional Autónoma de México para después ejercer cargos relacionados con ello; entre los que destacan el de Presidente de la Cámara de Comercio de Acapulco. Se relacionó con importantes personajes de la política nacional, ya que su hermana contrajo matrimonio con un hijo del Gral. Agustín Olachea Avilés, expresidente Nacional del PRI y Secretario de la Defensa Nacional durante el gobierno del Presidente Adolfo López Mateos. Posteriormente, se desempeña como diputado federal en la XLVII Legislatura. Ya involucrado en la política local, Nogueda Otero resulta elegido Presidente Municipal de Acapulco tomando posesión del cargo el 1 de enero de 1969 y teniendo como síndico a Rogelio de la O Almazán, quien años más tarde también llegaría a ser Presidente de Acapulco. No terminaría su periodo, cuando el 17 de abril de 1971 fallece el entonces gobernador de Guerrero Caritino Maldonado y después de dejar el cargo Roberto Rodríguez Mercado como encargado del despacho jurídico del Poder Ejecutivo del gobernador fallecido, Nogueda Otero pasa a tomar posesión el 20 de abril como Gobernador Sustituto de Guerrero.
Su gobierno entra en un estado de gran efervescencia política y social, agravándose los movimientos de oposición de los guerrilleros Lucio Cabañas (encabezando al Partido de los Pobres) y Genaro Vázquez. Este último presiona a su gobierno secuestrando al entonces rector de la Universidad Autónoma de Guerrero, Jaime Castrejón Díez en 1971. Por otro lado, Lucio Cabañas ejecuta el secuestro del senador Rubén Figueroa Figueroa a finales de su periodo de gobierno.
El 31 de enero de 1975, a dos meses de que Rubén Figueroa ocupara el gobierno de Guerrero, Nogueda Otero es denunciado ante la Comisión Permanente del Congreso de la Unión por un grupo de campesinos de Alta Icacos en Acapulco por fraude en la supuesta venta de ejidos y terrenos. El H. Congreso de la Unión designa a los diputados Humberto Hernández Haddad y Vicente Fuentes Díaz la investigación de los hechos. Posteriormente, éstos informaron a la Comisión Permanente, misma que mediante dos puntos decretó por séptima ocasión en la historia política del estado de Guerrero, la desaparición de poderes en el estado. Dicho dictamen fue aceptado por unanimidad de 23 votos. De igual manera, se dictó una orden de aprehensión en contra de Nogueda Otero.
Posteriormente se realiza una terna, conformada por Gustavo Martínez Cabañas, Xavier Olea Muñoz y Humberto Romero Álvarez. En ella resultaría electo Xavier Olea Muñoz para tomar posesión del Gobierno de manera provisional para completar el periodo de 1969-1975. Murió el 15 de junio de 2012, víctima de un paro cardiaco fulminante en su residencia de la Ciudad de México.